# OVirt
Az OVirt egy szabad virtualizációs webalkalmazás a Red Hat fejlesztésében.

## Történet
Az OVirt előd projektjét a Qumranetnél kezdték fejleszteni. Ez bár KVM-re épült, webalkalmazás .NET rendszerre épült, a kliens ActiveX kódot tartalmazott és csak Internet Explorer böngészőben működött, az adatbázisa pedig Microsoft SQL Server volt. Miután a Red Hat felvásárolta a Qumranetet, a szoftvert elkezdték átportolni olyan infrastruktúrára, amely képes csak nyílt forráskódú szoftverekkel működni. Az első teljesen átportolt verzió OVirt 3.1 néven került kiadásra.

### Támogatók
A projekt fő fejlesztői Cannonical, Cisco, IBM, Intel, Netapp, Red Hat és SuSE.

## Felépítés
Egy OVirt rendszer egy központi vezérlő szoftverből áll és több virtualizációs szerverből. A központi vezérlő szoftver (engine) osztja el a szerverek között a feladatokat és futtatja az adminisztrációs felületet, ez egy JBoss alkalmazás szerveren futó Google Web Toolkit alkalmazás. Adatbázis szerverként PostgreSQL-t használ, itt tárolja a virtualizációs szerverek és a virtuális gépek adatait. A virtualizációs szerverek Linux operációs rendszeren futtatnak egy libvirtre épülő szoftvert, amelynek VDSM (Virtual Desktop and Server Management) a neve. Közvetlenül ez a komponens kommunikál a libvirt-tel, valamint a libvirt funkcionalitását tárhely kezeléssel egészíti ki. Bár a libvirt képes többféle virtualizációs technológiával együttműködni, a VDSM kifejezetten a KVM-re épít.

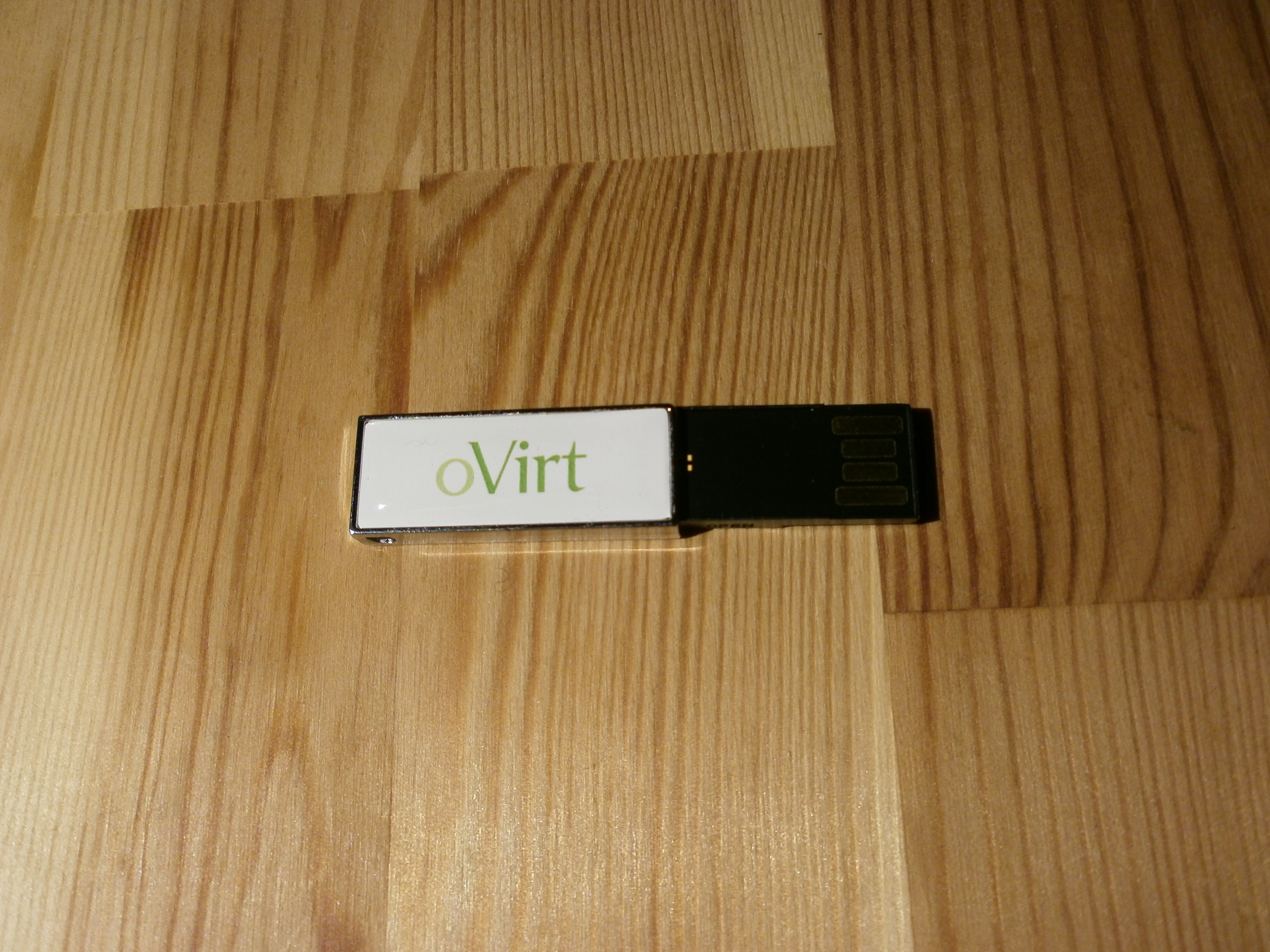
USB pendrive OVirt demonstrációhoz

Az OVirt egy OVirt node nevű Linux-disztribúciót is szolgáltat a virtualizációs szerverekhez. Ez egy minimalista, kis memóriaigényű operációs rendszer.

### Tárhely
Az OVirt támogatja a
- NFS
- iscsi
- GlusterFS

hálózati tárhelyeket, valamint a helyi merevlemez használatát is lehetővé teszi.

### Hálózati konzolok
Az OVirt a VNC és a SPICE protokollokat támogatja.